# Euphorbia chenopodiifolia
Euphorbia chenopodiifolia är en törelväxtart som beskrevs av Pierre Edmond Boissier. Euphorbia chenopodiifolia ingår i släktet törlar, och familjen törelväxter.
Artens utbredningsområde är Bolivia. Inga underarter finns listade i Catalogue of Life.